# Associazione Sportiva Volley Lube 2022-2023
Questa voce raccoglie le informazioni riguardanti l'Associazione Sportiva Volley Lube nelle competizioni ufficiali della stagione 2022-2023.

## Stagione
Nella stagione 2022-23 l'Associazione Sportiva Volley Lube assume la denominazione sponsorizzata di Cucine Lube Civitanova.
Disputa la Supercoppa italiana, arrivando in finale dove viene battuta dalla Sir Safety Perugia.
Partecipa per la ventottetesima volta alla Superlega: chiude la regular season di campionato al quarto posto in classifica, qualificandosi per i play-off scudetto: viene sconfitta nelle serie finale dalla Trentino.
A seguito del secondo posto in classifica al termine del girone di andata, si qualifica per la Coppa Italia: è eliminata nei quarti di finale dalla Powervolley Milano.
I risultati ottenuti nella stagione 2021-22 consentono alla Lube di disputare la Champions League: concluso il girone al primo posto, nella fase a eliminazione diretta perde la gara di andata dei quarti di finale contro l'Halkbank, ma vince quella di ritorno: tuttavia è eliminata dalla competizione a seguito della sconfitta al golden set.

## Organigramma societario
Area direttiva
- Presidente: Simona Sileoni
- Presidente onorario: Fabio Giulianelli, Luciano Sileoni
- Vicepresidente: Albino Massaccesi
- Amministratore delegato: Albino Massaccesi
- Team manager: Matteo Carancini
- Segreteria generale: Sonia Emiliozzi
- Direttore generale: Giuseppe Cormio
- Responsabile logistica: Claudio Leonardi

Area tecnica
- Allenatore: Gianlorenzo Blengini
- Allenatore in seconda: Romano Giannini
- Assistente allenatore: Enrico Massaccesi, Alessandro Zarroli
- Scout man: Alessandro Zarroli
- Responsabile settore giovanile: Giampiero Freddi

Area comunicazione
- Ufficio stampa: Michele Campagnoli
- Relazioni esterne: Marco Tentella
- Account: Chiara Ubaldi
- Responsabile rapporti sponsor: Mirko Giardetti
- Social media manager: Gaia Cormio
- Webmaster: Mirko Giardetti
- Grafica: Cristina Vincenzi

Area marketing
- Ufficio marketing: Paolo Prenna

Area sanitaria
- Medico: Mariano Avio, Danilo Compagnucci
- Preparatore atletico: Massimo Merazzi
- Fisioterapista: Marco Frontaloni, Tommaso Pagnanelli
- Nutrizionista: Alessandro Marinelli
- Consulente ortopedico: Massimo Balsano

## Rosa
| N° | Nome                  | Ruolo | Data di nascita  | Nazionalità sportiva |
| -- | --------------------- | ----- | ---------------- | -------------------- |
| 1  | Gabriel García        | O     | 8 gennaio 1999   | Porto Rico           |
| 3  | Daniele Sottile       | P     | 17 agosto 1979   | Italia               |
| 6  | Francesco D'Amico     | L     | 9 ottobre 1999   | Italia               |
| 7  | Fabio Balaso          | L     | 20 ottobre 1995  | Italia               |
| 9  | Ivan Zaytsev          | O     | 2 ottobre 1988   | Italia               |
| 10 | Barthélémy Chinenyeze | C     | 28 febbraio 1998 | Francia              |
| 11 | Aleksandăr Nikolov    | S     | 30 novembre 2003 | Bulgaria             |
| 12 | Enrico Diamantini     | C     | 4 aprile 1993    | Italia               |
| 13 | Mattia Gottardo       | S     | 26 febbraio 2001 | Italia               |
| 14 | Ionut Ambrose         | C     | 13 agosto 2004   | Italia               |
| 15 | Luciano De Cecco      | P     | 2 giugno 1988    | Argentina            |
| 17 | Simone Anzani         | C     | 24 febbraio 1992 | Italia               |
| 21 | Mattia Bottolo        | S     | 3 gennaio 2000   | Italia               |
| 23 | Marlon Yant           | S     | 23 maggio 2001   | Cuba                 |

## Mercato
| Acquisti | Acquisti              | Acquisti           | Acquisti   |
| R.       | Nome                  | da                 | Modalità   |
| -------- | --------------------- | ------------------ | ---------- |
| S        | Mattia Bottolo        | Padova             | definitivo |
| C        | Barthélémy Chinenyeze | Powervolley Milano | definitivo |
| L        | Francesco D'Amico     | Olimpia Bergamo    | definitivo |
| S        | Mattia Gottardo       | Padova             | definitivo |
| S        | Aleksandăr Nikolov    | CSU Long Beach     | definitivo |

| Cessioni | Cessioni          | Cessioni             | Cessioni   |
| R.       | Nome              | a                    | Modalità   |
| -------- | ----------------- | -------------------- | ---------- |
| C        | Rok Jerončić      | Saturnia Acicastello | definitivo |
| S        | Osmany Juantorena | Shanghai             | definitivo |
| S        | Jiří Kovář        | Panathīnaïkos        | definitivo |
| L        | Andrea Marchisio  | New Mater            | definitivo |
| S        | Ricardo Lucarelli | You Energy           | definitivo |
| C        | Robertlandy Simón | You Energy           | definitivo |

## Risultati

### Superlega

#### Girone di andata
| 1ª giornata - 1º ottobre 2022 PalaMazzola, Taranto                        | Prisma Taranto     | 0 - 3 | Lube               | 23-25, 23-25, 21-25               |
| 2ª giornata - 9 ottobre 2022 PalaCivitanova, Civitanova Marche            | Lube               | 2 - 3 | Padova             | 23-25, 25-20, 20-25, 25-16, 12-15 |
| 3ª giornata - 16 ottobre 2022 PalaCivitanova, Civitanova Marche           | Lube               | 3 - 0 | Modena             | 25-21, 25-13, 25-19               |
| 4ª giornata - 23 ottobre 2022 Arena di Monza, Monza                       | Milano             | 3 - 0 | Lube               | 25-20, 25-23, 25-12               |
| 5ª giornata - 20 ottobre 2022 PalaTrento, Trento                          | Trentino           | 2 - 3 | Lube               | 25-17, 25-20, 22-25, 30-32, 13-15 |
| 6ª giornata - 6 novembre 2022 PalaCivitanova, Civitanova Marche           | Lube               | 3 - 1 | Verona             | 16-25, 26-24, 25-21, 26-24        |
| 7ª giornata - 13 novembre 2022 Palazzetto dello Sport, Cisterna di Latina | Top Volley Latina  | 3 - 0 | Lube               | 25-19, 25-19, 27-25               |
| 8ª giornata - 21 dicembre 2022 PalaCivitanova, Civitanova Marche          | Lube               | 3 - 0 | Emma Villas        | 25-23, 25-11, 25-18               |
| 9ª giornata - 27 novembre 2022 PalaBanca, Piacenza                        | You Energy         | 2 - 3 | Lube               | 25-21, 21-25, 25-16, 15-25, 13-15 |
| 10ª giornata - 5 dicembre 2022 Palalido, Milano                           | Powervolley Milano | 1 - 3 | Lube               | 21-25, 25-22, 22-25, 21-25        |
| 11ª giornata - 27 ottobre 2022 PalaCivitanova, Civitanova Marche          | Lube               | 1 - 3 | Sir Safety Perugia | 25-20, 25-27, 18-25, 19-25        |

#### Girone di ritorno
| 12ª giornata - 18 dicembre 2022 PalaCivitanova, Civitanova Marche | Lube               | 3 - 0 | Prisma Taranto     | 25-20, 25-22, 35-33               |
| 13ª giornata - 26 dicembre 2022 PalaSanLazzaro, Padova            | Padova             | 0 - 3 | Lube               | 22-25, 14-25, 17-25               |
| 14ª giornata - 7 gennaio 2023 PalaPanini, Modena                  | Modena             | 3 - 0 | Lube               | 25-16, 25-21, 25-19               |
| 15ª giornata - 15 gennaio 2023 PalaCivitanova, Civitanova Marche  | Lube               | 1 - 3 | Milano             | 25-22, 33-35, 20-25, 14-25        |
| 16ª giornata - 21 gennaio 2023 PalaCivitanova, Civitanova Marche  | Lube               | 1 - 3 | Trentino           | 19-25, 25-22, 19-25, 18-25        |
| 17ª giornata - 29 gennaio 2023 PalaOlimpia, Verona                | Verona             | 3 - 2 | Lube               | 25-22, 25-22, 20-25, 20-25, 15-12 |
| 18ª giornata - 5 febbraio 2023 PalaCivitanova, Civitanova Marche  | Lube               | 3 - 1 | Top Volley Latina  | 20-25, 25-18, 25-23, 27-25        |
| 19ª giornata - 26 febbraio 2023 PalaMensSana, Siena               | Emma Villas        | 0 - 3 | Lube               | 21-25, 18-25, 23-25               |
| 20ª giornata - 19 febbraio 2023 PalaCivitanova, Civitanova Marche | Lube               | 3 - 2 | You Energy         | 18-25, 22-25, 25-23, 25-23, 15-13 |
| 21ª giornata - 4 marzo 2023 PalaCivitanova, Civitanova Marche     | Lube               | 3 - 0 | Powervolley Milano | 25-22, 25-15, 25-12               |
| 22ª giornata - 12 marzo 2023 PalaEvangelisti, Perugia             | Sir Safety Perugia | 3 - 0 | Lube               | 25-16, 25-19, 25-20               |

#### Play-off scudetto
| Quarti di finale (gara 1) - 19 marzo 2023 PalaCivitanova, Civitanova Marche | Lube               | 0 - 3 | Verona             | 24-26, 29-31, 24-26               |
| Quarti di finale (gara 2) - 22 marzo 2023 PalaOlimpia, Verona               | Verona             | 3 - 2 | Lube               | 24-26, 25-20, 20-25, 25-23, 15-11 |
| Quarti di finale (gara 3) - 26 marzo 2023 PalaCivitanova, Civitanova Marche | Lube               | 3 - 0 | Verona             | 25-17, 25-22, 28-26               |
| Quarti di finale (gara 4) - 1º aprile 2023 PalaOlimpia, Verona              | Verona             | 1 - 3 | Lube               | 25-20, 23-25, 26-28, 24-26        |
| Quarti di finale (gara 5) - 8 aprile 2023 PalaCivitanova, Civitanova Marche | Lube               | 3 - 0 | Verona             | 25-19, 25-23, 25-23               |
| Semifinali (gara 1) - 13 aprile 2023 PalaCivitanova, Civitanova Marche      | Lube               | 3 - 0 | Powervolley Milano | 25-17, 25-22, 25-17               |
| Semifinali (gara 2) - 16 aprile 2023 Palalido, Milano                       | Powervolley Milano | 3 - 2 | Lube               | 25-18, 20-25, 25-21, 21-25, 15-9  |
| Semifinali (gara 3) - 19 aprile 2023 PalaCivitanova, Civitanova Marche      | Lube               | 0 - 3 | Powervolley Milano | 23-25, 18-25, 24-26               |
| Semifinali (gara 4) - 22 aprile 2023 Palalido, Milano                       | Powervolley Milano | 2 - 3 | Lube               | 25-23, 25-18, 19-25, 22-25, 7-15  |
| Semifinali (gara 5) - 25 aprile 2023 PalaCivitanova, Civitanova Marche      | Lube               | 3 - 1 | Powervolley Milano | 27-25, 25-22, 23-25, 27-25        |
| Finale (gara 1) - 1º maggio 2023 PalaTrento, Trento                         | Trentino           | 3 - 1 | Lube               | 25-23, 23-25, 25-23, 25-17        |
| Finale (gara 2) - 4 maggio 2023 PalaCivitanova, Civitanova Marche           | Lube               | 3 - 2 | Trentino           | 25-21, 25-15, 19-25, 23-25, 17-15 |
| Finale (gara 3) - 7 maggio 2023 PalaTrento, Trento                          | Trentino           | 3 - 0 | Lube               | 25-17, 25-20, 25-16               |
| Finale (gara 4) - 12 maggio 2023 PalaCivitanova, Civitanova Marche          | Lube               | 3 - 1 | Trentino           | 25-18, 27-25, 20-25, 25-16        |
| Finale (gara 5) - 17 maggio 2023 PalaTrento, Trento                         | Trentino           | 3 - 0 | Lube               | 25-20, 25-20, 25-19               |

### Coppa Italia
| Quarti di finale - 29 dicembre 2022 PalaCivitanova, Civitanova Marche | Lube | 1 - 3 | Powervolley Milano | 25-18, 21-25, 18-25, 21-25 |

### Supercoppa italiana
| Semifinale - 31 ottobre 2022 PalaPirastu, Cagliari | Lube | 3 - 0 | Modena             | 25-23, 25-23, 25-20              |
| Finale - 1º novembre 2022 PalaPirastu, Cagliari    | Lube | 2 - 3 | Sir Safety Perugia | 25-20, 22-25, 25-23, 22-25, 8-15 |

### Champions League

#### Fase a gironi
| 1ª Giornata - 9 novembre 2022 PalaCivitanova, Civitanova Marche Durata: 2h:20 - Spettatori: 1 321  | Lube      | 3 - 2 | Benfica   | 23-25, 21-25, 25-19, 25-22, 15-13 |
| 2ª Giornata - 16 novembre 2022 Salle Robert-Grenon, Tours Durata: 1h:49 - Spettatori: 3 000        | Tours     | 1 - 3 | Lube      | 25-20, 20-25, 22-25, 13-25        |
| 3ª Giornata - 30 novembre 2022 Tomabelhal, Roeselare Durata: 1h:55 - Spettatori: 1 650             | Roeselare | 1 - 3 | Lube      | 19-25, 25-21, 23-25, 27-29        |
| 4ª Giornata - 14 dicembre 2022 PalaCivitanova, Civitanova Marche Durata: 1h:11 - Spettatori: 1 467 | Lube      | 3 - 0 | Tours     | 25-23, 25-13, 25-17               |
| 5ª Giornata - 10 gennaio 2023 Pavilhão da Luz Nº 2, Lisbona Durata: 1h:11 - Spettatori: 725        | Benfica   | 0 - 3 | Lube      | 18-25, 19-25, 18-25               |
| 6ª Giornata - 25 gennaio 2023 PalaCivitanova, Civitanova Marche Durata: 2h:07 - Spettatori: 1 563  | Lube      | 3 - 2 | Roeselare | 25-23, 26-28, 23-25, 25-17, 15-9  |

#### Fase a eliminazione diretta
| Quarti di finale (andata) - 7 marzo 2023 Başkent Voleybol Salonu, Ankara     | Halkbank | 3 - 1 | Lube     | 21-25, 25-20, 25-23, 25-21                   |
| Quarti di finale (ritorno) - 15 marzo 2023 PalaCivitanova, Civitanova Marche | Lube     | 3 - 1 | Halkbank | 31-29, 25-20, 23-25, 25-20 Golden set: 12-15 |

## Statistiche

### Statistiche di squadra
| Competizione        | Punti | In casa | In casa | In casa | In trasferta | In trasferta | In trasferta | Totale | Totale | Totale |
| Competizione        | Punti | G       | V       | P       | G            | V            | P            | G      | V      | P      |
| ------------------- | ----- | ------- | ------- | ------- | ------------ | ------------ | ------------ | ------ | ------ | ------ |
| Superlega           | 38    | 19      | 13      | 6       | 18           | 10           | 8            | 37     | 23     | 14     |
| Coppa Italia        | -     | 1       | 0       | 1       | 0            | 0            | 0            | 1      | 0      | 1      |
| Supercoppa italiana | -     | -       | -       | -       | -            | -            | -            | 2      | 1      | 1      |
| Champions League    | 16    | 4       | 4       | 0       | 4            | 3            | 1            | 8      | 7      | 1      |
| Totale              | -     | 24      | 17      | 7       | 22           | 13           | 9            | 48     | 31     | 17     |

G = partite giocate; V = partite vinte; P = partite perse

### Statistiche dei giocatori
| Giocatore     | Superlega | Superlega | Superlega | Superlega | Superlega | Coppa Italia | Coppa Italia | Coppa Italia | Coppa Italia | Coppa Italia | Supercoppa italiana | Supercoppa italiana | Supercoppa italiana | Supercoppa italiana | Supercoppa italiana | Champions League | Champions League | Champions League | Champions League | Champions League | Totale | Totale | Totale | Totale | Totale |
| Giocatore     | P         | PT        | AV        | MV        | BV        | P            | PT           | AV           | MV           | BV           | P                   | PT                  | AV                  | MV                  | BV                  | P                | PT               | AV               | MV               | BV               | P      | PT     | AV     | MV     | BV     |
| ------------- | --------- | --------- | --------- | --------- | --------- | ------------ | ------------ | ------------ | ------------ | ------------ | ------------------- | ------------------- | ------------------- | ------------------- | ------------------- | ---------------- | ---------------- | ---------------- | ---------------- | ---------------- | ------ | ------ | ------ | ------ | ------ |
| I. Ambrose    | 1         | 0         | 0         | 0         | 0         | 0            | 0            | 0            | 0            | 0            | 0                   | 0                   | 0                   | 0                   | 0                   | 2                | 0                | 0                | 0                | 0                | 3      | 0      | 0      | 0      | 0      |
| S. Anzani     | 36        | 161       | 109       | 46        | 6         | 1            | 2            | 1            | 1            | 0            | 1                   | 4                   | 2                   | 2                   | 0                   | 8                | 31               | 18               | 13               | 0                | 46     | 198    | 130    | 62     | 6      |
| F. Balaso     | 37        | 0         | 0         | 0         | 0         | 1            | 0            | 0            | 0            | 0            | 2                   | 0                   | 0                   | 0                   | 0                   | 8                | 0                | 0                | 0                | 0                | 48     | 0      | 0      | 0      | 0      |
| M. Bottolo    | 37        | 225       | 173       | 21        | 31        | 1            | 11           | 8            | 1            | 2            | 2                   | 25                  | 17                  | 4                   | 4                   | 8                | 41               | 27               | 5                | 9                | 48     | 302    | 225    | 31     | 46     |
| B. Chinenyeze | 37        | 303       | 255       | 43        | 5         | 1            | 10           | 9            | 1            | 0            | 2                   | 13                  | 11                  | 2                   | 0                   | 8                | 61               | 49               | 11               | 1                | 48     | 387    | 324    | 57     | 6      |
| F. D'Amico    | 36        | 0         | 0         | 0         | 0         | 1            | 0            | 0            | 0            | 0            | 1                   | 0                   | 0                   | 0                   | 0                   | 6                | 0                | 0                | 0                | 0                | 44     | 0      | 0      | 0      | 0      |
| L. De Cecco   | 37        | 63        | 24        | 23        | 16        | 1            | 0            | 0            | 0            | 0            | 2                   | 3                   | 1                   | 2                   | 0                   | 8                | 16               | 4                | 11               | 1                | 48     | 82     | 29     | 36     | 17     |
| E. Diamantini | 21        | 34        | 25        | 6         | 3         | 1            | 0            | 0            | 0            | 0            | 2                   | 7                   | 6                   | 1                   | 0                   | 6                | 13               | 7                | 5                | 1                | 30     | 54     | 38     | 12     | 4      |
| G. García     | 36        | 182       | 150       | 8         | 24        | 1            | 0            | 0            | 0            | 0            | 2                   | 36                  | 30                  | 2                   | 4                   | 8                | 44               | 36               | 0                | 8                | 47     | 262    | 216    | 10     | 36     |
| M. Gottardo   | 19        | 1         | 0         | 1         | 0         | 0            | 0            | 0            | 0            | 0            | 2                   | 0                   | 0                   | 0                   | 0                   | 6                | 0                | 0                | 0                | 0                | 27     | 1      | 0      | 1      | 0      |
| A. Nikolov    | 37        | 464       | 385       | 24        | 55        | 1            | 14           | 11           | 1            | 2            | 2                   | 18                  | 13                  | 0                   | 5                   | 8                | 86               | 74               | 9                | 3                | 48     | 582    | 483    | 34     | 65     |
| D. Sottile    | 4         | 0         | 0         | 0         | 0         | 1            | 0            | 0            | 0            | 0            | 1                   | 0                   | 0                   | 0                   | 0                   | 3                | 0                | 0                | 0                | 0                | 9      | 0      | 0      | 0      | 0      |
| M. Yant       | 33        | 388       | 314       | 36        | 38        | 1            | 3            | 3            | 0            | 0            | 1                   | 18                  | 15                  | 3                   | 0                   | 8                | 141              | 116              | 15               | 10               | 43     | 550    | 448    | 54     | 48     |
| I. Zaytsev    | 33        | 417       | 353       | 33        | 31        | 1            | 14           | 12           | 1            | 1            | 1                   | 1                   | 1                   | 0                   | 0                   | 7                | 121              | 103              | 8                | 10               | 42     | 553    | 469    | 452    | 42     |

P = presenze; PT = punti totali; AV = attacchi vincenti; MV = muri vincenti; BV = battute vincenti